# Aleksander Gryglewski
Aleksander Konstanty Gryglewski (ur. 4 marca 1833 w Brzostku, zm. 28 lipca 1879 w Gdańsku) – malarz, profesor Szkoły Sztuk Pięknych w Krakowie.

## Życiorys
Wywodził się z drobnej rodziny szlacheckiej, był synem Kajetana, dzierżawcy niewielkich majątków ziemskich, i Katarzyny z d. Soleckiej. W latach 1847–1852 uczęszczał do szkoły średniej w Krośnie, a w latach 1852–1857 razem z Matejką, Grottgerem i Kotsisem studiował w Krakowie na oddziale Sztuk Pięknych w Instytucie Technicznym. Pomagał Janowi Matejce w wykreślaniu perspektywy obrazów, której zasady studiował pod kierunkiem prof. Gustawa Seeberga. Na dalsze studia malarskie wyjechał z Matejką do Monachium. Powrócił do Krakowa i w latach 1860–1869 poświęcił się utrwalaniu w drobiazgowo wykańczanych obrazach widoków i wnętrz krakowskich zabytków, głównie kościołów. Reprodukcje drzeworytowe jego obrazów zamieszczały w latach 1863–1875 „Kłosy”, a w latach 1863–1872 „Tygodnik Ilustrowany”.
Dziełem jego życia było utrwalenie na płótnie najcenniejszych zabytków architektury polskiej. W latach 1872–1873 malował wnętrza Łazienek w Warszawie, w latach 1873–1874 w Wilanowie, a w 1875 Zamek Królewski i Pałac Prymasowski. Uwiecznił widoki architektoniczne Warszawy, Torunia i Gdańska.
Wyjeżdżał do Bardejowa (1864) i do salin w Wieliczce (1869). W 1870 malował zabytki Pragi, a w Wiedniu obrazy z kościoła św. Szczepana. W 1871 malował we Lwowie, Podkamieniu, Olesku, a najdłużej w Podhorcach. W latach 1875–1877 mieszkał w Krośnie i tu malował krajobrazy i wnętrze kościoła. Od jesieni 1877 do 1879 był kierownikiem katedry perspektywy w Szkole Sztuk Pięknych w Krakowie. W czasie wakacji 1878 i 1879 malował wnętrze sali rady miejskiej w Ratuszu w Gdańsku (ale również fragment wnętrza kościoła NMP z zegarem astronomicznym, sień Ratusza Głównego Miasta ze schodami i galeryjką czy też dworek w Waplewie), zamieszkując w domu Roehrów na Podwalu Przedmiejskim 36. Od czasu śmierci zmarłej rok wcześniej żony, Gryglewski znajdował się w depresji, a przytłoczony kłopotami finansowymi prawdopodobnie popełnił samobójstwo, wyskakując z okna Kamlarii gdańskiego ratusza na bruk dziedzińca. Jego ostatnim, niedokończonym obrazem, było Wnętrze Sali Czerwonej.
Przyjaźnił się z Matejką, Aleksandrem Kotsisem i Arturem Grottgerem. Jednym z jego uczniów był Piotr Stachiewicz.
W 1867 ożenił się z Marią Miczyńską, ziemianką, z Rozdziela. Pozostawił dwoje dzieci: Zofię Rudnicką i Aleksandra Gryglewskiego, malarza (1874–1940). Jego babka Kunegunda Gryglewska była rodzoną siostrą Franciszka Fornalskiego. Wnukiem Aleksandra Gryglewskiego był Jan Rudnicki, również malarz.
Aleksander Gryglewski jest patronem ulicy m.in. w Gdańsku i w Krakowie.

## Galeria

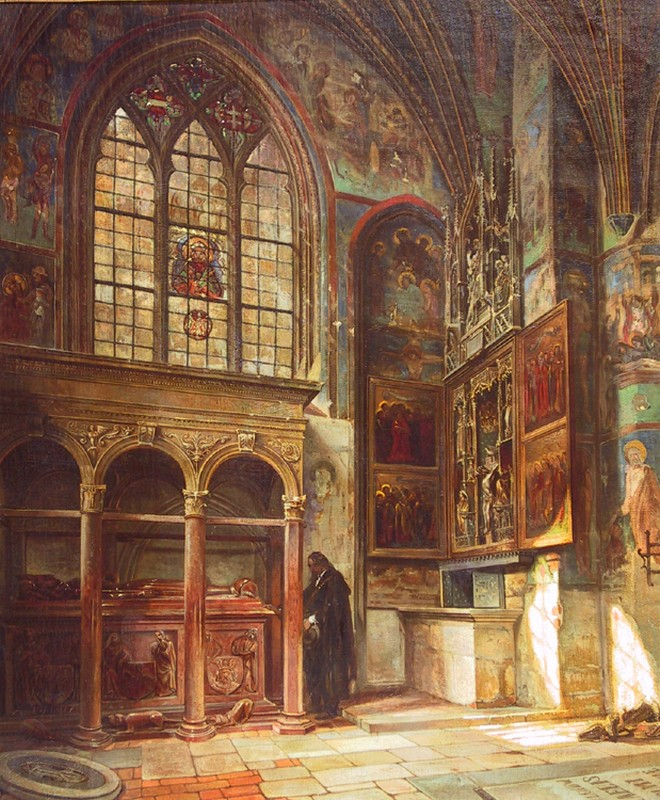
Wnętrze kaplicy Świętokrzyskiej w katedrze na Wawelu, 1872
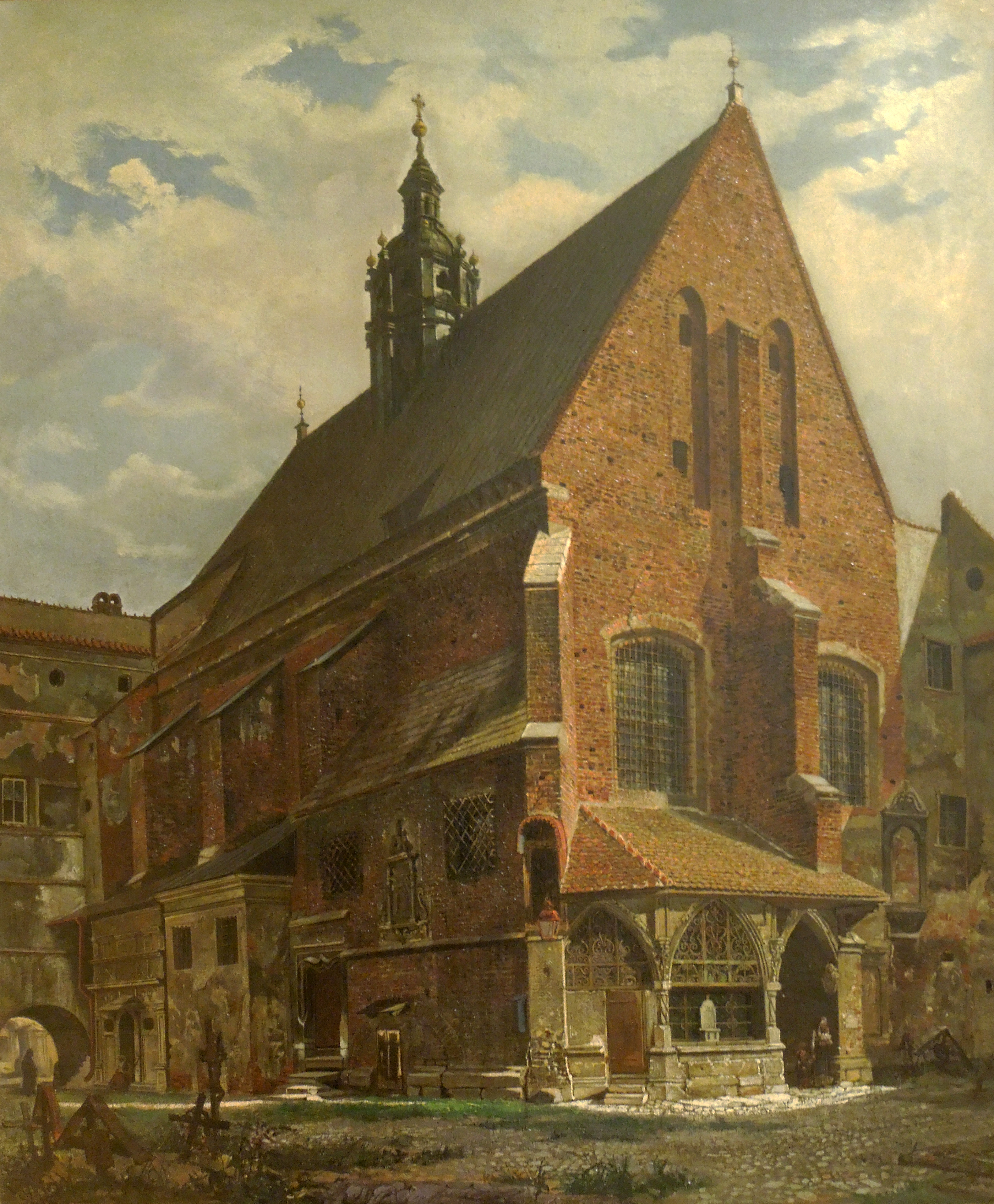
Kościół św. Barbary w Krakowie
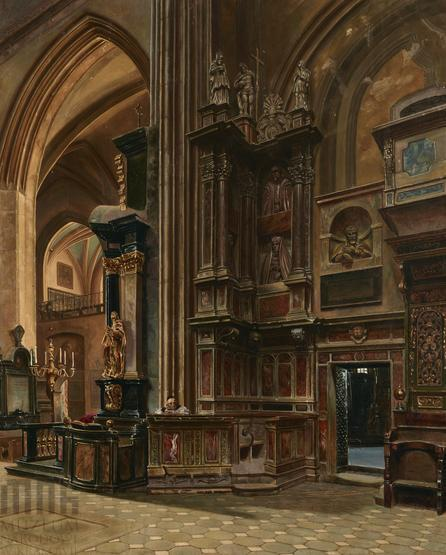
Kościół Mariacki w Krakowie
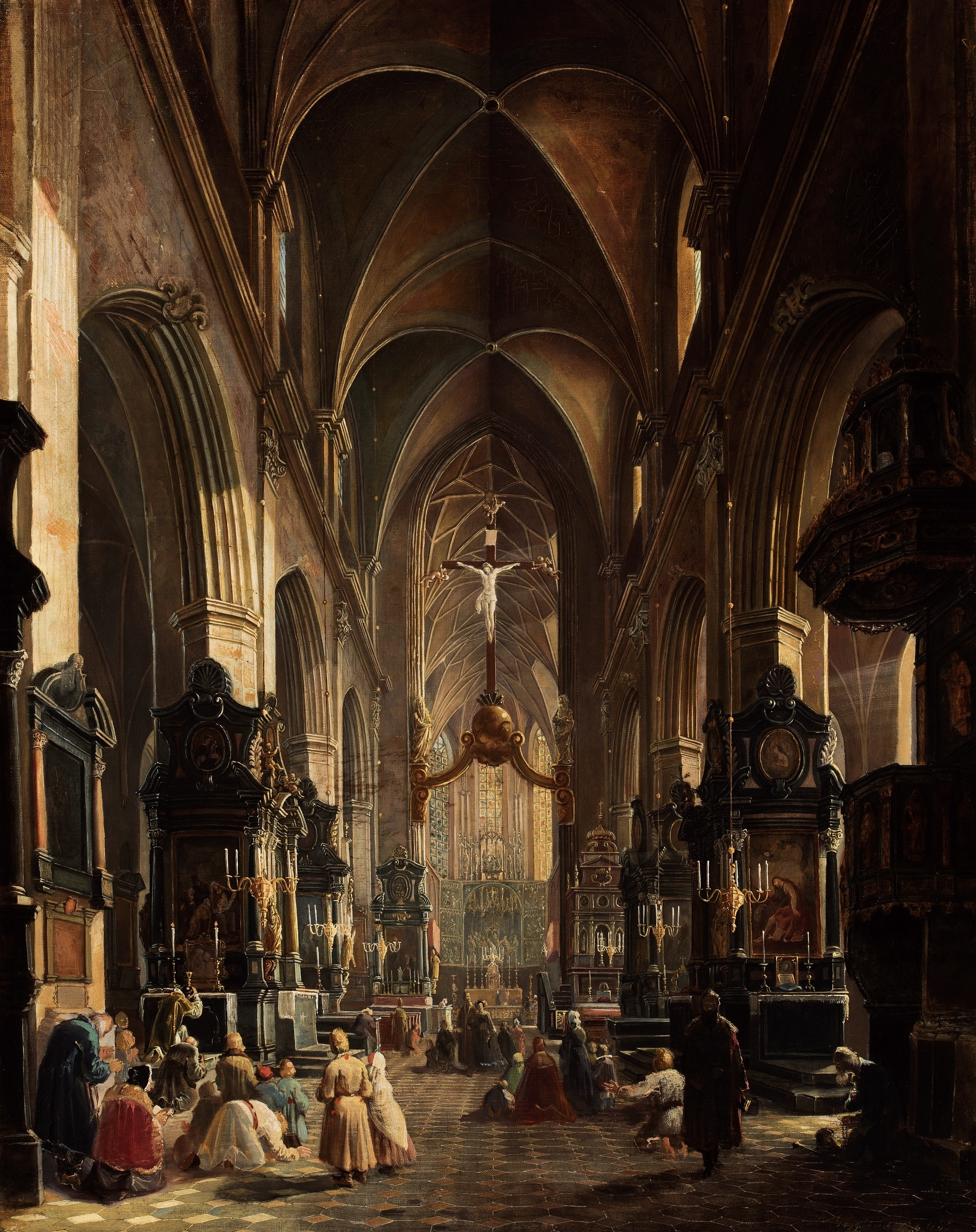
Wnętrze kościoła Panny Marii w Krakowie.
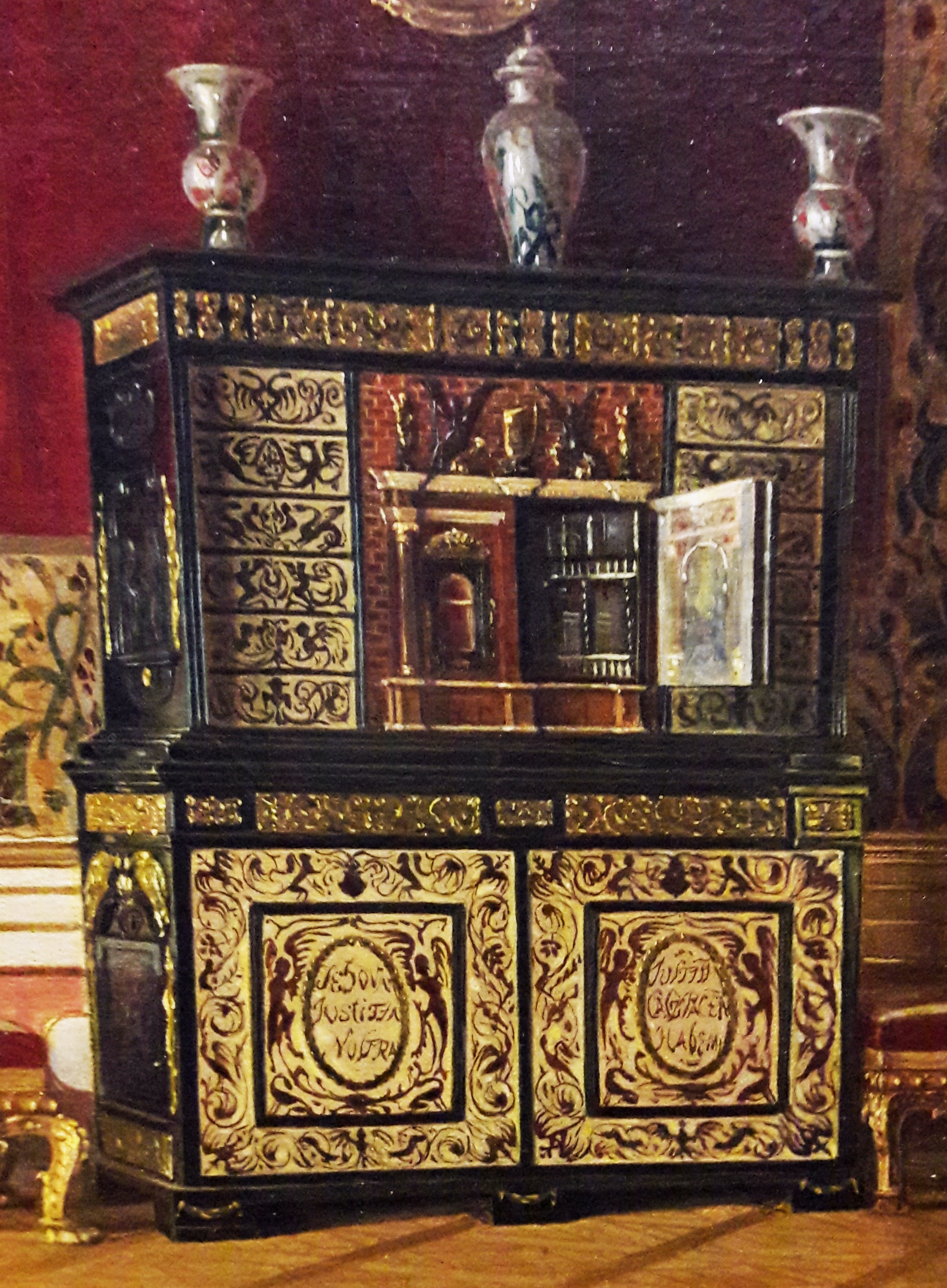
Sypialnia Królowej w pałacu w Wilanowie
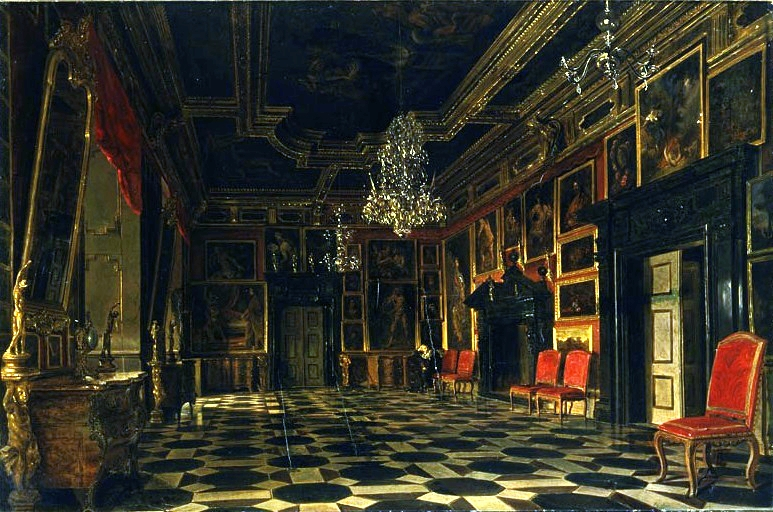
Sala Karmazynowa zamku w Podhorcach
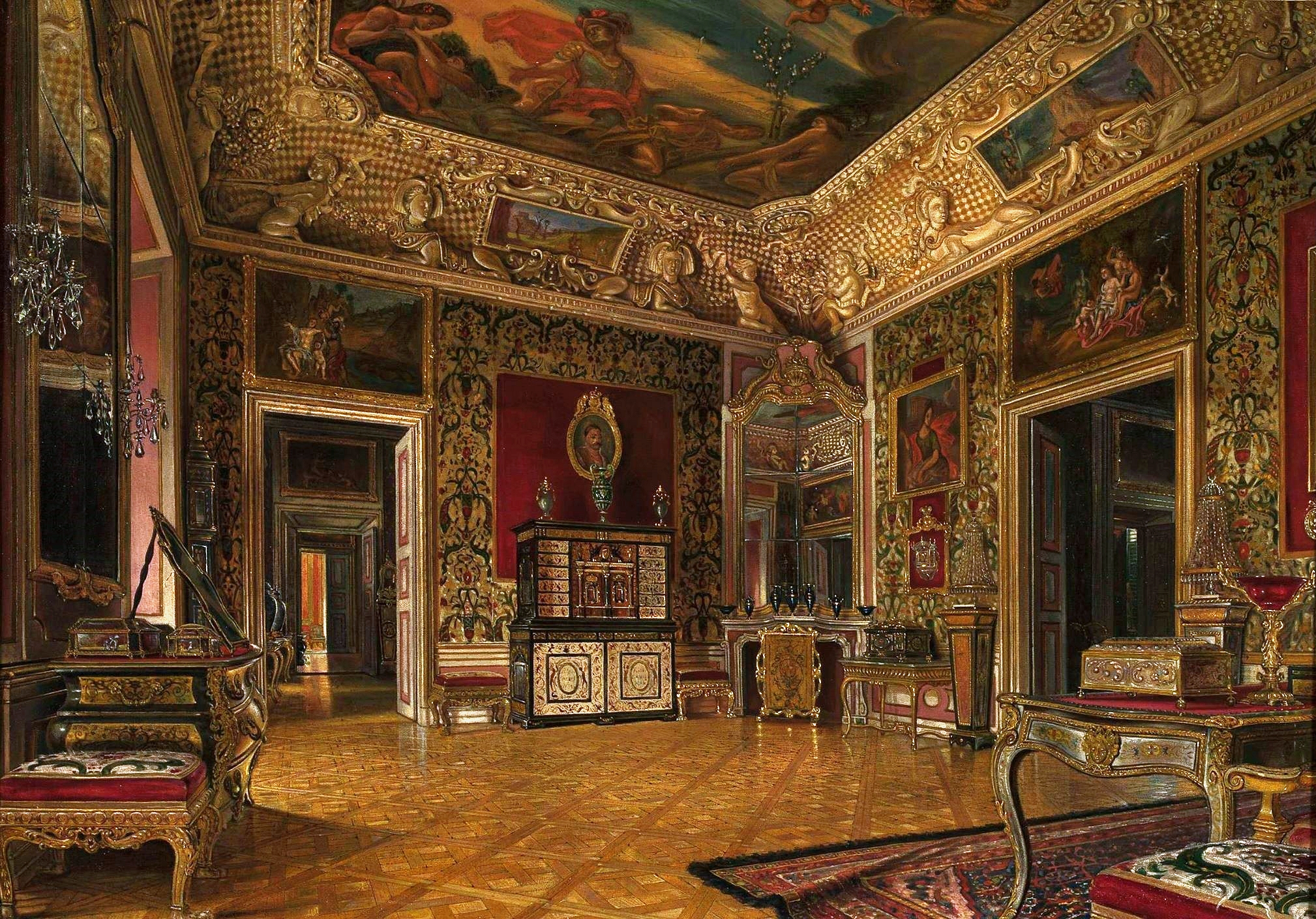
Sypialnia Królowej Marysieńki w pałacu w Wilanowie
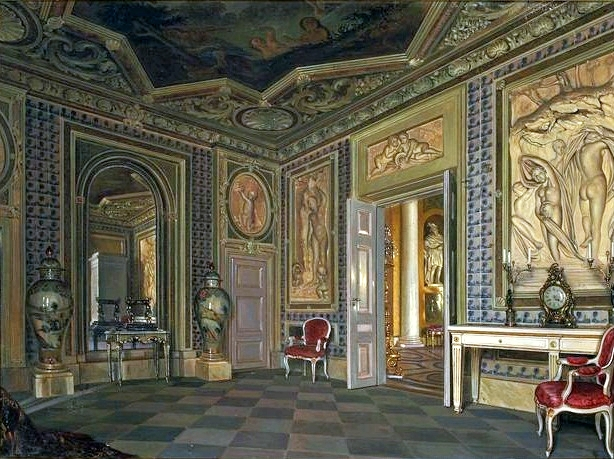
Sala kąpielowa Pałacu na Wodzie
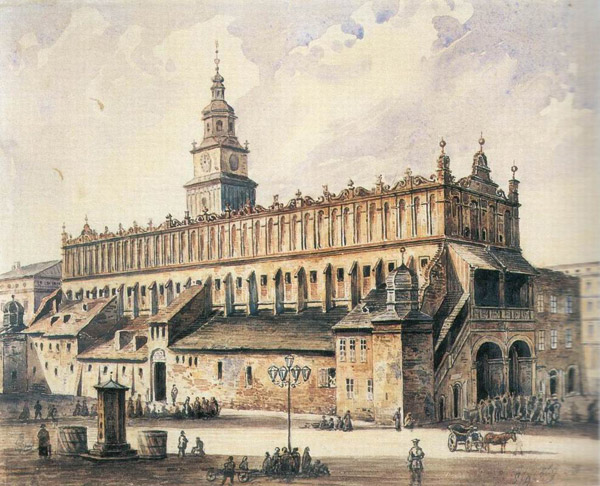
Sukiennice w Krakowie
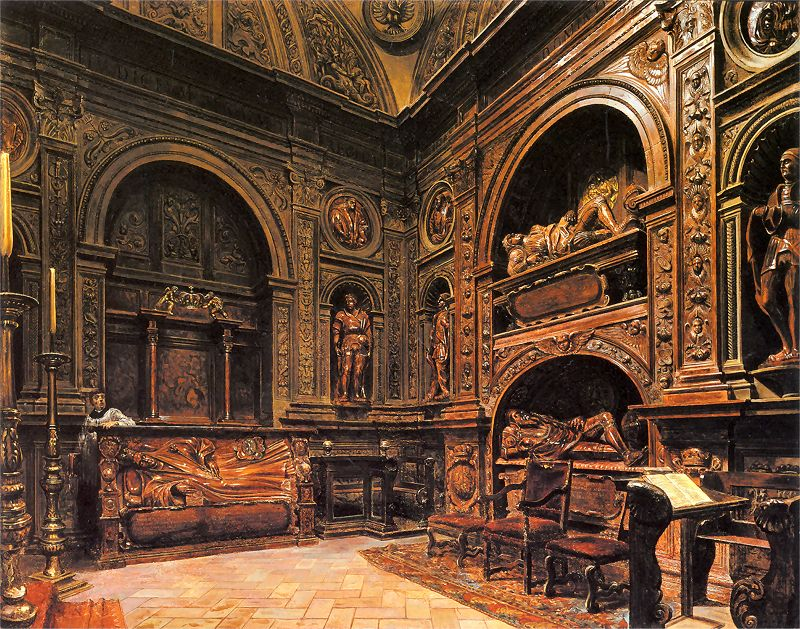
Kaplica Zygmuntowska na Wawelu
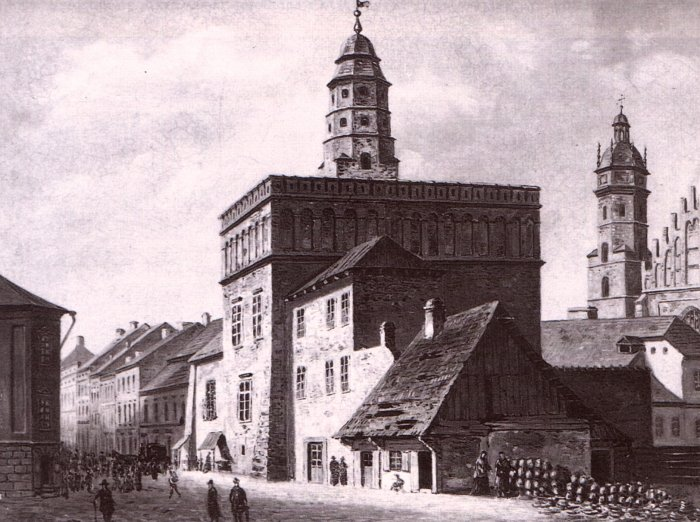
Ratusz na Kazimierzu w Krakowie